# Olasz labdarúgó-bajnokság (negyedosztály)
A Lega Pro Seconda Divisione, 2008-ig Serie C2 az olasz labdarúgó-bajnokság negyedik legmagasabb osztálya. A bajnokságban 54 csapat szerepel, 3 darab földrajzi alapon elosztott 18 fős csoportban. Az A részlegbe tartoznak Észak-Olaszország és Szardínia, a B-be Közép-Olaszország, a C-be pedig Dél-Olaszország és Szicília csapatai.
Az osztályt 1978-tól 2008-ig Serie C2-nek hívták, amely a harmadosztállyal együtt (Serie C1) a Serie C-ből vált ki. A bajnokságban szerepelt a San Marino-i San Marino Calcio is.
Az 1978-79-es szezon előtt 3 professzionális osztály volt Olaszországban.

## Az eddigi győztesek
| Szezon  | C2/A        | C2/B                | C2/C           | C2/D          |
| ------- | ----------- | ------------------- | -------------- | ------------- |
| 1978-79 | Sanremese   | Cremapergo          | Fano           | Rende         |
| 1979-80 | Prato       | Modena              | Giulianova     | Cosenza       |
| 1980-81 | Rhodense    | Padova              | Casertana      | Campania      |
| 1981-82 | Carrarese   | Ancona              | Siena          | Barletta      |
| 1982-83 | Prato       | Legnano             | Francavilla    | Messina       |
| 1983-84 | Livorno     | Pavia               | Jesi           | Reggina       |
| 1984-85 | Siena       | Virescit Boccaleone | Brindisi       | Licata        |
| 1985-86 | Lucchese    | Centese             | Teramo         | Nocerina      |
| 1986-87 | Torres      | Ospitaletto         | Vis Pesaro     | Frosinone     |
| 1987-88 | Carrarese   | Mantova             | Perugia        | Palermo       |
| 1988-89 | Casale      | Chievo              | Fidelis Andria | Puteolana     |
| 1989-90 | Siena       | Varese              | Fano           | Battipagliese |
| 1990-91 | Alessandria | Palazzolo           | Chieti         | Ischia        |
| 1991-92 | Ravenna     | Vis Pesaro          | Potenza        |               |
| 1992-93 | Mantova     | Pistoiese           | Juve Stabia    |               |
| 1993-94 | Crevalcore  | Gualdo              | Trapani        |               |
| 1994-95 | Brescello   | Montevarchi         | Nocerina       |               |
| 1995-96 | Novara      | Treviso             | Avezzano       |               |
| 1996-97 | Lumezzane   | Ternana             | Battipagliese  |               |
| 1997-98 | Varese      | SPAL                | Marsala        |               |
| 1998-99 | Pisa        | Viterbese           | Catania        |               |
| 1999-00 | Spezia      | Torres              | Messina        |               |
| 2000-01 | Padova      | Lanciano            | Taranto        |               |
| 2001-02 | Prato       | Teramo              | Martina        |               |
| 2002-03 | Pavia       | Florentia Viola     | Foggia         |               |
| 2003-04 | Mantova     | Grosseto            | Frosinone      |               |
| 2004-05 | Pro Sesto   | Massese             | Manfredonia    |               |
| 2005-06 | Venezia     | Cavese              | Gallipoli      |               |
| 2006-07 | Legnano     | Foligno             | Sorrento       |               |
| 2007-08 | Pergocrema  | Reggiana            | Benevento      |               |
| 2008-09 | Varese      | Figline             | Cosenza        |               |
| 2009-10 | Südtirol    | Lucchese            | Juve Stabia    |               |

## Külső hivatkozások
- A Lega Pro hivatalos weboldala